# Национални парк Гомбе Стрим
Национални парк Гомбе Стрим један је од националних паркова Танзаније, а налази се на западном делу региона Кигома, 20 км западно од града Кигома. Национални парк је основан 1968. године и један је од најмањих у Танзанији, са површином од 35 km², а протеже се и дуж источне обале језера Тангањика. На простору парка доминирају стрме долине, а шумска вегетација креће се од травнатих до области тропских кишних шума. Због густе шуме, приступ парку могућ је само преко језера, а најпознатији је по томе што је на њему Џејн Гудол проучавале заједницу шимпани Касакела, која је описана у више књига, приказана у докуметарним филмова и емисијама.
Гомбе Стрим има висок ниво диверзитета, што је чини све популарнијом туристичком дестинацијом. Осим шимпанза, примати који су настањени у парку укључују врсте маслинасте павије, Piliocolobus, Colobus guereza, Cercopithecus ascanius, Cercopithecus mitis, и врсту Chlorocebus. Такође је познато да постоји хибрид врста мајмуна на овом подручју, настала од црвенорепих и плаворепих мајмуна.
У парку је пописано 200 врста птица и врста свиње Potamochoerus larvatus. Такође, парк је дом за велики број врста змија, нилског коња и леопарда.
Посетицои у парку могу посетити шуму како би видели шимпанзе, да пливају и роне на језеру Тангањика, где је настањено око 100 врста циклиди риба.

## Истраживања Џејн Гудол у Гомбре Стриму
Џејн Гудол је први пут путовала у Танзанију 1960. године у добу од 26 година, без званичне обуке. У то доба, прихваћено је да су људи несумњиво слични шимпанзима и да делимо готово исти генетски код. Међутим, мало је било познато о понашању шимпанзе или структури заједнице. У време када је започела истраживање, истакла је да није било дозвољено да се у етнолошким круговима разговара о уму животиња, нити да је било испавно о томе полемисати. Међутим, њено истраживање је на крају указало на интелектуалну и емотивну софистицираност шимпанзи. Уз подршку познатог антрополога Лоуиса Ликија, она је основала малу истраживачку станицу у Гомбеу у нади да ће више сазнати о понашању животиња, нарочито шимпанзи. У оквиру кампа провела је неколико месеци, пратила групе шимпанзи, а посебно заједноцу Касекела. лије је свакодневне навике пратила, све док она није прихваћена од стране њих.

### Резултати истраживања
Без стручне обуке, Гудолова је водила истраживање и приметила многе ствари које су промакле научницима. Уместо да бројем обележи шимпанзе које је посматрала, она им је дала имена као што су Фифи и Дејвид Сивобради. Запазила је да имају јединствене и индивидуалне личности, што је у то време била нековенционална идеја. Посматрала је понашања као што су загрљај, пољупци, тапкање по леђима, па чак и голицање, оно што сматрамо људским активностима. Гудолова инсистира да су ови гестови доказ о емоционалним везама између чланова породице или других појединаца у заједници, и да могу да трају читавог живота. Ова анализа указала је да између људи и шимпанза постоје сличности, не само у генима, већ и у емоцијама, интелигенцији и породичним и друштвеним односима.
Истраживање у Гомбе Стриму најбоље је познато научној заједници због побијања два дугогодишња уверења: само људи могу да конструишу алатке и шимпанзе су вегетаријанци. Шимпанзе користе гранчице које чак и обликују да би помоћу њих могли да „пецају” термите.
Гудолова је такође пронашла и агресивну страну природе шимпанзи у Гомбе Стриму. Открила је да ће шимпанзе систематски ловити и јести мање примате, као што су мајмуни колобус, што је довело до преиспитивања претходне концепције исхране и понашања шимпанзи. Такође је приметила да доминантне женке намерно убијају младе других да би одржале своју доминацију. Она описује и рат Гомбе шимпанзи од 1974. до 1978. у својим мемоарима. Њени налази су потпуно преокренули знања о понашању шимпанзи и били су додатни доказ друштвене сличности између људи и шимпанза, само на много мрачнији начин.
Ослобођена од конвенционалних норми истраживања, развила је блиску везу са шимпанзама и успела да постане једини човек икада прихваћен у заједници шимпанзи. Била је најнижи члан њихове хиреархије у периоду од 22 месеца.

### Бенефиције за Гомбе Стрим
Гудалова је живела у Националним парку Гомбе пуних 15 година и за то време сакупила изузетно вредне податке о шимпазама које настањују парк. Године 1967. основала је истраживачки центар Гомбе Стриме, за координацију истраживања шимпанзи у парку. Парк већ више од 40 година воде обучених људи и истраживају животињски свет у њиховом окружењу. Сакупљен је велики број ретких и вредник података о животу, лову и односу између мајке и деце шимпанзи. Ово истраживање променило је глобално размишљање и принцип истраживања шимпанзи на читавом свету. Центар такође спроводи истраживања популације павијана. Истраживање овог центра, 35 доктора наука је претворило у тезе, а створено је више од 400 научних радова и написано 30 књига.

## Заштита парка
Биолошки разноликост националног парка Гомбе првенствено је угрожена од стране човека. Иако чак 25% површине Танзаније чине резервати природе и национални паркови, број дивљих животиња и даље се смањује. Проблем лежи у томе што у Танзанији не постоји сарадња између управама националних паркова са владиним секторима и руралним заједницама. Поседи сељака налазе се на простору националних паркова и у њиховох околини, па тако представљају препреке за животиње које путују између заштићених подручја. Велики број мештана који живе у околини Националног парка Гомбе Стрим су сиромашни, живе од лова, а убијају животиње и из безбедносних разлога.

## Галерија
- Улаз у парк
- Један од објеката истраживачког центра
- Какомбе водопад
- Табла са карактеристикама парка
- Источна шимпанза